# Wioślarstwo na Letnich Igrzyskach Olimpijskich 2020 – ósemka kobiet
Rywalizacja w ósemkach mężczyzn w wioślarstwie na Letnich Igrzyskach Olimpijskich 2020 rozgrywana była między 24 a 30 lipca na Sea Forest Waterway.
Do zawodów zgłoszonych zostało 7 osad.

## Terminarz
Wszystkie godziny podane są w czasie brazylijskim (UTC+09:00).
| Data          | Godzina   |            |
| Data          | UTC+09:00 |            |
| ------------- | --------- | ---------- |
| 24 lipca 2021 | 12:20     | Eliminacje |
| 28 lipca 2021 | 12:40     | Repasaże   |
| 30 lipca 2021 | 10:50     | Finały     |

## Wyniki

### Eliminacje
Do finału bezpośrednio awansowali zwycięzcy biegów. Pozostałe osady wzięły udział w repasażu.
Bieg 1
| Pozycja | Tor | Zawodnik | Reprezentacja   | Czas    | Uwagi |
| ------- | --- | --- | --------------- | ------- | ----- |
| 1.      | 3   | Ella Greenslade Emma Dyke Lucy Spoors Grace Prendergast Kelsey Bevan Kerri Gowler Beth Ross Jackie Gowler Caleb Shepherd                     | Nowa Zelandia   | 6:07,65 |       |
| 2.      | 1   | Lisa Roman Kasia Gruchalla-Wesierski Christine Roper Andrea Proske Susanne Grainger Madison Mailey Sydney Payne Avalon Wasteneys Kristen Kit | Kanada          | 6:07,97 |       |
| 3.      | 2   | Wang Zifeng Wang Yuwei Xu Fei Miao Tian Zhang Min Ju Rui Li Jingjing Guo Linlin Zhang Dechang                                                | Chiny           | 6:10,77 |       |
| 4.      | 4   | Fiona Gammond Sara Parfett Emily Ford Rebecca Muzerie Caragh McMurtry Katherine Douglas Rebecca Edwards Chloe Brew Matilda Horn              | Wielka Brytania | 6:26,76 |       |

Bieg 2
| Pozycja | Tor | Zawodnik | Reprezentacja     | Czas    | Uwagi |
| ------- | --- | --- | ----------------- | ------- | ----- |
| 1.      | 3   | Jessica Thoennes Charlotte Buck Gia Doonan Brooke Mooney Olivia Coffey Regina Salmons Meghan Musnicki Kristine O'Brien Katelin Guregian                   | Stany Zjednoczone | 6:08,69 |       |
| 2.      | 2   | Maria-Magdalena Rusu Viviana Iuliana Bejinariu Georgiana Dedu Maria Tivodariu Ioana Vrînceanu Amalia Bereș Mădălina Bereș Denisa Tîlvescu Daniela Druncea | Rumunia           | 6:09,95 |       |
| 3.      | 1   | Genevieve Horton Olympia Aldersey Bronwyn Cox Giorgia Patten Sarah Hawe Georgina Rowe Katrina Werry Molly Goodman James Rook                              | Australia         | 6:18,95 |       |

### Repasaże
Cztery pierwsze osady awansowały do finału. Pozostałe osady odpadły.
| Pozycja | Tor | Zawodnik | Reprezentacja   | Czas    | Uwagi |
| ------- | --- | --- | --------------- | ------- | ----- |
| 1.      | 2   | Maria-Magdalena Rusu Viviana Iuliana Bejinariu Georgiana Dedu Maria Tivodariu Ioana Vrînceanu Amalia Bereș Mădălina Bereș Denisa Tîlvescu Daniela Druncea | Rumunia         | 5:52,99 |       |
| 2.      | 3   | Lisa Roman Kasia Gruchalla-Wesierski Christine Roper Andrea Proske Susanne Grainger Madison Mailey Sydney Payne Avalon Wasteneys Kristen Kit              | Kanada          | 5:53,73 |       |
| 3.      | 2   | Wang Zifeng Wang Yuwei Xu Fei Miao Tian Zhang Min Ju Rui Li Jingjing Guo Linlin Zhang Dechang                                                             | Chiny           | 5:55,69 |       |
| 4.      | 5   | Genevieve Horton Olympia Aldersey Bronwyn Cox Giorgia Patten Sarah Hawe Georgina Rowe Katrina Werry Molly Goodman James Rook                              | Australia       | 5:57,15 |       |
| 5.      | 1   | Fiona Gammond Sara Parfett Emily Ford Rebecca Muzerie Caragh McMurtry Katherine Douglas Rebecca Edwards Chloe Brew Matilda Horn                           | Wielka Brytania | 6:05,26 |       |

### Finał
| Pozycja | Tor | Zawodnik | Reprezentacja     | Czas    | Uwagi |
| ------- | --- | --- | ----------------- | ------- | ----- |
| złoto   | 2   | Lisa Roman Kasia Gruchalla-Wesierski Christine Roper Andrea Proske Susanne Grainger Madison Mailey Sydney Payne Avalon Wasteneys Kristen Kit              | Kanada            | 5:59,13 |       |
| srebro  | 3   | Ella Greenslade Emma Dyke Lucy Spoors Grace Prendergast Kelsey Bevan Kerri Gowler Beth Ross Jackie Gowler Caleb Shepherd                                  | Nowa Zelandia     | 6:00,04 |       |
| brąz    | 6   | Wang Zifeng Wang Yuwei Xu Fei Miao Tian Zhang Min Ju Rui Li Jingjing Guo Linlin Zhang Dechang                                                             | Chiny             | 6:01,21 |       |
| 4.      | 4   | Jessica Thoennes Charlotte Buck Gia Doonan Brooke Mooney Olivia Coffey Regina Salmons Meghan Musnicki Kristine O'Brien Katelin Guregian                   | Stany Zjednoczone | 6:02,78 |       |
| 5.      | 1   | Genevieve Horton Olympia Aldersey Bronwyn Cox Giorgia Patten Sarah Hawe Georgina Rowe Katrina Werry Molly Goodman James Rook                              | Australia         | 6:03,92 |       |
| 6.      | 5   | Maria-Magdalena Rusu Viviana Iuliana Bejinariu Georgiana Dedu Maria Tivodariu Ioana Vrînceanu Amalia Bereș Mădălina Bereș Denisa Tîlvescu Daniela Druncea | Rumunia           | 6:04,06 |       |